# Yngwie Malmsteen
Yngwie Johan Malmsteen, nato come Lars Johan Yngve Lannerbäck (Stoccolma, 30 giugno 1963), è un chitarrista svedese che ha raggiunto la notorietà negli anni ottanta grazie alla notevole velocità esecutiva ed abilità tecnica. Nell'agosto 2009 è stato inserito alla nona posizione nella top 10 dei migliori chitarristi elettrici di tutti i tempi redatta dal settimanale statunitense Time.

## Biografia
Figlio di musicisti, cresce in un piccolo sobborgo di Stoccolma, e l'interesse per la musica inizia quando durante le celebrazioni per il funerale di Jimi Hendrix trasmesso alla televisione, viene colpito dalle immagini in cui brucia la sua chitarra. In quello stesso periodo si appassiona alla musica classica, l'esecuzione televisiva dei 24 Capricci di Niccolò Paganini per mano del violinista lettone Gidon Kremer lo convince definitivamente ad intraprendere la strada del virtuosismo: "Quando ho cominciato a interessarmi di musica avevo pochissimi anni e ho cominciato studiando musica classica. Nessuno mi ha insegnato, ho appreso qua e là. A 5 anni, quando ho visto Jimi Hendrix distruggere la sua chitarra, ho deciso che avrei voluto suonare la chitarra, in quel preciso giorno. A 7 anni, a casa non avevamo ancora i CD, non si ascoltava la radio ma mia madre aveva questo disco intitolato "John Mayall’s Blues Record", l’ho trovato, ascoltato e ho cominciato a suonarci sopra, ed è stato proprio il blues la prima musica che io abbia mai suonato alla chitarra. Solo dopo ho cominciato a suonare la musica neoclassica. A 8 anni ho avuto la mia prima chitarra e ho cominciato a studiare come suonare veloce, ho appreso le tonalità neoclassiche, non volevo suonare solo poche note, suonare delle progressioni di 5 note lo trovavo molto limitante e il blues è quello, ma sono partito con il blues. Poi ho scoperto i Genesis e Peter Gabriel e mi sono detto "wow!", poi Vivaldi, Bach, Beethoven, Niccolò Paganini."Quando suono la chitarra, ogni volta che suono improvviso, e l’improvvisazione porta alla composizione. Mi piace incorporare il violino classico come influenza in quello che suono: ho speso sangue, sudore e lacrime, ore e ore e ore, anni e anni ad esercitarmi".
Nel 1983 un suo demo arriva al talent-scout Mike Varney, che colpito dalle sue abilità gli propone un contratto discografico, perciò Malmsteen parte per gli Stati Uniti con due chitarre e un paio di jeans. 

## Carriera

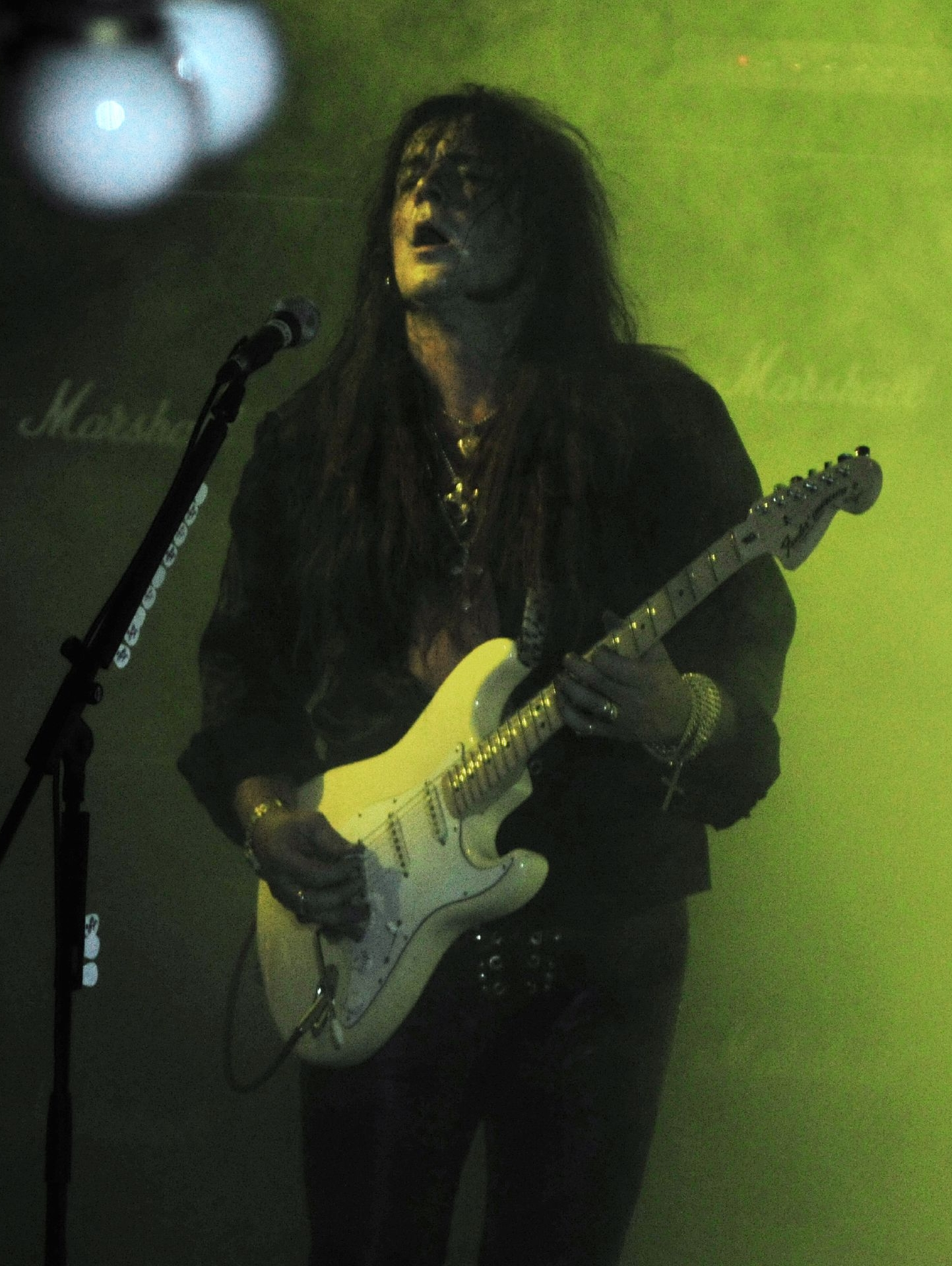
Yngwie Mamsteen a Barcellona

Nel 1983 collabora grazie a Varney con Ron Keel al progetto                                                 Steeler, che lo lancerà prima verso gli Alcatrazz (con i quali registrerà un album in studio e uno dal vivo), poi verso la fondazione del suo personale progetto/gruppo: i Rising Force, che porta all'omonimo primo album del 1984. In questo album l'autore include alcuni fra i suoi pezzi più noti (Black Star e Far Beyond the Sun), che da qui in avanti entrano a far parte della scaletta di ogni sua esibizione dal vivo.
Da qui nasce una carriera caratterizzata da numerosi successi, ma anche da gravi incidenti (entra ed esce da un coma dopo un incidente automobilistico avvenuto mentre era alla guida della sua Jaguar XKE): il risultato della convalescenza e della lunga riabilitazione è Odyssey, album che gli restituisce una certa notorietà negli U.S.A.; si frattura ben due volte la mano che fortunatamente non interrompono mai la sua carriera.
In seguito, nel 1988, la nota marca di strumenti musicali Fender produrrà e commercializzerà la chitarra elettrica "Stratocaster Malmsteen", modello che tra le peculiarità offre un manico con tutti i tasti scavati (scalloped), come voluto dall'artista. Malmsteen è il primo artista insieme ad Eric Clapton e Richie Sambora ad avere uno strumento signature per la Fender. Malmsteen ha contribuito ad elevare lo studio della chitarra rock portandola a livelli tecnici e complessità espressive ancora inesplorate negli anni ottanta.
Figura da oltre vent'anni nelle classifiche annuali dei migliori chitarristi al mondo.
Nel luglio 2001 si è esibito con la New Japan Philharmonic Orchestra in un concerto da cui è stato tratto il DVD Yngwie Malmsteen With The New Japan Philharmonic - Concerto Suite For Electric Guitar And Orchestra In E Flat minor. Nel 2003 ha partecipato al progetto musicale G3 insieme a Steve Vai e a Joe Satriani. Nel 2005 e nel 2008 si è esibito con la sua band al Festival italiano Gods of Metal, svoltosi in entrambe le occasioni a Bologna. Sempre qui torna nel maggio 2010 per Ultimate World Guitar Exhibition, esibendosi a fianco di altri grandi chitarristi e al cantante/bassista Glenn Hughes.

## Aspetti tecnici
Yngwie J. Malmsteen suona principalmente i suoi licks ispirandosi ai grandi compositori di musica classica, uno su tutti Johann Sebastian Bach. 
Il suo stile è caratterizzato dall'estrema precisione nell'uso della pennata continua e della pennata alternata. Fa inoltre largo uso delle tecniche Tremolo e Sweep Picking.
Numerosi sono i chitarristi che a lui si sono ispirati, tra i quali si ricordano Michael Angelo Batio, Joe Stump, Michael Romeo dei Symphony X, George Bellas, Luke Fortini e Timo Tolkki degli Stratovarius, nonché Roland Grapow (ex Helloween).

## Strumentazione

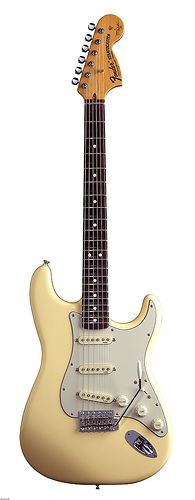
Yngwie Malmsteen Stratocaster

Yngwie Malmsteen possiede moltissime chitarre, di cui la maggior parte è stata da lui modificata creando degli "scavi" ad ogni tasto del manico (tastiera scalloped). Il manico "scalloped" è uno dei suoi simboli distintivi. L'ispirazione a questa modifica (già utilizzata da Blackmore), a detta di Yngwie, gli è venuta quando vide un liuto del XVI secolo avente tale particolare tastiera.
Malmsteen è noto anche per essere stato uno dei primi endorser della Fender ad avere una linea di chitarre "signature" a suo nome.
Nel dicembre 2008 è stata resa disponibile dal Fender custom shop la chitarra signature Play loud (detta anche "The Duck"), una replica pressoché identica della Stratocaster preferita da Malmsteen tra quelle della sua collezione: essa ha in dotazione il manico con la tastiera scalloped, pick-ups DiMarzio HS-3 e tutte le caratteristiche "relic" (come scalfiture, tratti di vernice consumata ed altri segni dovuti all'usura) fornite di proposito per replicare le condizioni attuali dello strumento autentico.
Nel 2010 è diventato endorser della Seymour Duncan, lanciando il modello di single coil a doppia bobina YJM-FURY e decretando il cambiamento dei pick-ups utilizzati (e pubblicizzati) in passato, ovvero i DiMarzio HS-3 e YJM.
Riguardo agli amplificatori da lui utilizzati, prima di lanciare la testata Marshall YJM signature, era propenso ad utilizzare testate Marshall (di cui i modelli: JMP master volume MkII lead 100 W e 50 W, 1959 SLP e 1987x) e cabinet 4x12 equipaggiati con coni Celestion G-12 greenbacks (25 W o 30 W) e talvolta cabinet Marshall 1960 equipaggiati con coni Celestion Vintage 30.
In passato pubblicizzò le testate Rhino YJM Blackstar da 50, 100 e 150 W.
La marca di pedali DOD lanciò tempo fa il YJM 308, una replica dell'overdrive/preamp DOD 250 (modello grigio) utilizzato da Malmsteen per gran parte della sua carriera, modificato a sua richiesta per essere più squillante. Dal 2015 la Fender produce un overdrive sempre a suo nome.

## Discografia
- 1984 – Rising Force
- 1985 – Marching Out
- 1986 – Trilogy
- 1988 – Odyssey
- 1990 – Eclipse
- 1992 – Fire and Ice
- 1994 – The Seventh Sign
- 1995 – Magnum Opus
- 1997 – Facing the Animal
- 1999 – Alchemy
- 2000 – War to End All Wars
- 2002 – Attack!!
- 2005 – Unleash the Fury
- 2008 – Perpetual Flame
- 2010 – Relentless
- 2012 – Spellbound
- 2016 – World on Fire
- 2021 – Parabellum

## Video musicali
- "Island in the Sun" (1983) (con gli Alcatrazz)
- "Hiroshima Mon Amour" (1983) (con gli Alcatrazz)
- "I'll See the Light Tonight" (1985)
- "We're Stars" (1986) (with Hear 'N Aid)
- "You Don't Remember, I'll Never Forget" (1986)
- "Heaven Tonight" (1988)
- "Making Love" (1990)
- "Save Our Love" (1990)
- "Bedroom Eyes" (1990)
- "Teaser" (1992)
- "Dragonfly" (1992)
- "Forever One" (1994)
- "The Only One" (1995)
- "Carry On Wayward Son" (Kansas cover) (1996)
- "Alone in Paradise" (1997)
- "Like an Angel" (1997)
- "Hanger 18, Area 51" (1999)
- "Crucify" (2000)

## Componenti della band

### Formazione attuale
- Yngwie Malmsteen – chitarra, voce (1978–1982, 1984–present)
- Emilio Martinez – basso, voce  (2017–present)
- Kevin Klingenschmid – batteria (2023- present)
- Nick Marino – tastiera, voce (2005–2006, 2010–present)

## Vita privata
Ha avuto tre mogli: Erika Norberg, Amber Dawn Landin e l'ultima April Malmsteen che è madre di Antonio, unico figlio maschio e così chiamato in onore del compositore italiano Antonio Vivaldi. Alla terza moglie ha dedicato molti brani tra cui Prelude to April (che fa parte del Concerto Suite) e Like an Angel - For April (contenuta nell'album Facing the Animal). È collezionista di chitarre Fender, orologi da polso di lusso e di automobili Ferrari; ad esse ha dedicato i pezzi Cavallino Rampante, Amadeus Quattro Valvole e Red Devil.